# Varāzdeh-ye Pā'īn
Varāzdeh-ye Pā'īn (persiska: وَرازدِهِ سُفلَى, Varāzdeh-e Soflá, Varāzdeh-ye Pā’īn, ورازده پائین) är en ort i Iran.   Den ligger i provinsen Mazandaran, i den norra delen av landet, 110 km nordost om huvudstaden Teheran. Varāzdeh-ye Pā'īn ligger 65 meter över havet och antalet invånare är 546.
Terrängen runt Varāzdeh-ye Pā'īn är kuperad åt sydväst, men åt nordost är den platt. Runt Varāzdeh-ye Pā'īn är det ganska glesbefolkat, med 47 invånare per kvadratkilometer. Närmaste större samhälle är Āmol, 15,0 km öster om Varāzdeh-ye Pā'īn. Trakten runt Varāzdeh-ye Pā'īn består till största delen av jordbruksmark.